# 小交響曲 (グノー)
9つの管楽器のための小交響曲（仏語：Petite Symphonie pour 9 instruments à vent）変ロ長調は、シャルル・グノーが1885年に作曲した管楽合奏のための作品。1879年にポール・タファネルにより設立された「管楽器室内楽協会」（Société de musique de chambre pour instruments à vent）に献呈されている。
初演は1885年4月30日にサル・プレイエルで管楽器室内楽協会により行われた。
グノーは30歳のときに古典的な楽器編成と楽曲構成で作曲した、管弦楽のための2つの交響曲を残しているが、本作は交響曲とは銘打たれてはいるものの室内楽曲にほかならない。楽曲構成の薄さや規模の小ささから、20世紀における「シンフォニエッタ」や「室内交響曲」の先駆的作品となっている。

## 楽器編成
フルート1、オーボエ2、クラリネット2、ホルン2、ファゴット2
18世紀後半から19世紀前半にかけて流行した管楽合奏であるハルモニームジークの標準的な編成にフルートを加えたものとなっている。

## 楽曲構成
以下の4つの楽章から成る。演奏時間は約20分。
1. Adagio - Allegretto
2. Andante cantabile
3. Scherzo
4. Finale